# Philippe de Limburg Stirum
Graaf Philippe Marie Joseph de Limburg Stirum (Antwerpen, 23 mei 1830 - Samrée, 10 november 1912) was een Belgisch senator.

## Biografie
Graaf Philippe de Limburg Stirum behoorde tot het huis Limburg Stirum. Hij was een zoon van Willem-Bernard van Limburg Stirum (1795-1889), eerste lid van het huis Limburg Stirum die zich in België vestigde, en Albertine de Pret Roose de Calesberg (1800-1856). Hij was de broer van Samuel de Limburg Stirum, burgemeester van Zittert-Lummen, en Thierry de Limburg Stirum, historicus en senator. Hij was de oom van Henri de Limburg Stirum en de grootoom van Charles de Limburg Stirum.
Hij trouwde in 1856 in Ougrée met Marie-Ferdinande Cerfontaine (1826-1899). Ze kregen een zoon en een dochter:
- Guillaume de Limburg Stirum (1863-1870)
- Marie-Caroline de Limburg Stirum (1866-1940), trouwde in in 1889 in Ougrée met haar neef Adolphe de Limburg Stirum (1865-1956), diplomaat, provincieraadslid van Luxemburg, volksvertegenwoordiger en senator. Het huwelijk bleef kinderloos.

Hij kocht het kasteel van Bois-Saint-Jean in de Belgische Ardennen in de buurt van Samrée, omringd door een domein van meer dan 2.500 hectaren.
Philippe de Limburg werd in 1870 verkozen tot senator voor het arrondissement Bastenaken-Marche, een mandaat dat hij vervulde tot in 1884. Hierop aansluitend was hij van 1884 tot 1894 senator voor het arrondissement Neufchâteau en oefende dit mandaat uit tot in 1894.
Hij was verder ook nog:
- medestichter (1866) en lid van de toezichtsraad van de Banque du Luxembourg,
- bestuurder van de Compagnie belge de réassurances,
- voorzitter van de Crédit général liégeois,
- bestuurder van de Compagnie des mines métalliques de la Lienne,
- lid van de Hoge Bosraad.